# Longsha
Longsha (en chino, 龙沙; pinyin, Lóngshā) es un distrito urbano bajo la administración directa de la Prefectura Qiqihar en la Provincia de Heilongjiang, República Popular China.  Su área es de 153 km² y su población total para 2010 superó los 300 mil habitantes. 

## Administración
Desde julio de 2023, el  Distrito Longsha se divide en 7 pueblos que se administran en subdistritos.